# Veanne Cox
Veanne Cox (* 19. Januar 1963 in Norfolk, Virginia) ist eine US-amerikanische Schauspielerin und ehemalige Balletttänzerin.

## Leben
Die aus dem US-Bundesstaat Virginia stammende Veanne Cox erlernte Balletttanz an der Washington School of Ballet. Ihre schauspielerische Ausbildung erfolgte am Studio Theatre's Conservatory in Washington, D.C. und an der Catholic University of America.
Veanne Cox debütierte als Theaterschauspielerin am Broadway 1986 in dem von Marvin Hamlisch stammenden Musical Smile. Die während ihrer Tätigkeit für das Roundabout Theatre erfolgte Darstellung der Amy in Stephen Sondheims Company bescherte ihr 1996 eine Nominierung für den renommierten Tony Award. Vor ihrer bis in die Gegenwart reichenden Tätigkeit als Theaterschauspielerin war Veanne Cox bereits seit 1982 in Film- und Fernsehproduktionen zu sehen. Sie spielte in zahlreichen Fernsehserien wie Criminal Intent – Verbrechen im Visier, CSI – Den Tätern auf der Spur oder Boston Legal. Auch in Spielfilmen wie Beethoven 4 – Doppelt bellt besser, e-m@il für Dich und Erin Brockovich war sie in Nebenrollen zu sehen.

## Filmografie (Auswahl)

### Filme
- 1982: Bristlelip
- 1989: Miss Firecracker
- 1997: Cinderella
- 1997: Henry Fool
- 1998: e-m@il für Dich (You've Got Mail)
- 2000: Erin Brockovich
- 2000: Big Eden
- 2001: Beethoven 4 – Doppelt bellt besser (Beethoven's 4th)
- 2002: Ein Chef zum Verlieben (Two Weeks Notice)
- 2004: Mariti in affitto
- 2006: The Sasquatch Gang
- 2008: Sex And The City – Der Film (Sex and the City)

### Fernsehserien
- 1984: Junge Schicksale (ABC Afterschool Specials) (Episodenrolle)
- 1994 Seinfeld  (Episodenrolle)
- 1994: Love & War (Episodenrolle)
- 1995: Silver Girls (Hope and Gloria, Episodenrolle)
- 1998: Caroline in the City (Episodenrolle)
- 2000: Madigan Men (Episodenrolle)
- 2002: Criminal Intent – Verbrechen im Visier (Law & Order: Criminal Intent) (Episodenrolle)
- 2003: Für alle Fälle Amy (Judging Amy) (Episodenrolle)
- 2005: Die himmlische Joan (Joan of Arcadia) (Episodenrolle)
- 2005: CSI – Den Tätern auf der Spur (CSI: Crime Scene Investigation) (Episodenrolle)
- 2006: Numbers – Die Logik des Verbrechens (Numb3rs) (Episodenrolle)
- 2009: Die Aufrechten – Aus den Akten der Straße (Law & Order) (Episodenrolle)
- 2009: Royal Pains (Episodenrolle)
- 2019: Navy CIS: New Orleans (NCIS: New Orleans, Episodenrollen)
- 2024: Only Murders in the Building (Fernsehserie, eine Folge)

## Auszeichnungen und Nominierungen
- Tony Award: 1996 Nominierung als Beste Schauspielerin in einem Musical für Company.
- Obie Award: 2008 Auszeichnung für Hervorragende schauspielerische Darbietung